# Теплик (річка)
Теплик, Тепличка, Самець — річка  в Україні, у Гайсинському районі Вінницької області. Права притока  Удичу (басейн Південного  Бугу).

## Опис
Довжина річки 18 км, похил річки — 4,2 м/км. Формується з багатьох безіменних струмків, приток та водойм.  Площа басейну 123 км².
Притоки: Бужок (права).

## Розташування
Бере  початок у Розкошівці. Тече переважно на південний захід через Стражгород, Теплик, Бджільну і у Пологах впадає у річку Удич, ліву притоку Південного Бугу.
Річку перетинає автомобільна дорога Р54